# Козјак (Добро поље)
Козјак или Козјаков камен је планина у Северној Македонији. Налази се северно од Доброг поља, у саставу планине Ниџе. Највиши врх планине висок је 1823 метара.

## Историја
Солунски фронт
Козјак је био део Солунског фронта у првом светском рату. Заузет је био 16. септембра 1918. за време битке код Доброг поља, од Југословенске дивизје (Друга српска армија). Приликом освајања врха заплењено је 5 немачких хаубица од 120 мм и 4 пољска топа. На коти 1703 дошло је до бајонетске борбе која је резултирала вечим жртвама међу Бугарима, док је у српској војсци пало 14 војника.

## Фусноте
1. ↑  Велики рат Србије за ослобођење и уједињење Срба, Хрвата и Словенаца : 1914-1918 г., књ. 27. Београд: Штампарска радионица Министарства војске и морнарице. 1936. стр. 295-297, 301-303.